# Carausius nodosus
Carausius nodosus är en insektsart som först beskrevs av Haan 1842.  Carausius nodosus ingår i släktet Carausius och familjen Phasmatidae. Inga underarter finns listade.